# Projekt dálnice D47
Projekt dálnice D47 je projekt dnes již bývalé dálnice, která byla původně (1963–1993) uvažována ve směru Brno – Vyškov – Kojetín – Přerov – Lipník nad Bečvou – Hranice – Bělotín – Studénka – Bílovec – Ostrava – Bohumín – státní hranice Československo/Polsko. Projekt uvažované dálnice D47 byl několikrát měněn, zkracován a jeho jižní úseky přesouvány pod projekt dálnice D1 (1993, 1999), až byl nakonec v roce 2006 pod projekt dálnice D1 přesunut úplně, čímž vlastně projekt uvažované dálnice D47 zanikl. Zůstal pouze na papíře, tedy jen v číselném označení staveb. Všechny úseky dříve uvažované dálnice D47 jsou nyní otevírány již jako dálnice D1, včetně kilometrového značení od Prahy. Projekt dálnice D1 se tímto v roce 2006 prodloužil o 80,152 km z 296,555 km na 376,707 km. Dálnice D1 tak povede z Prahy přes Jihlavu, Brno, Vyškov, Kroměříž, Přerov, Lipník nad Bečvou, Hranice, Ostravu a Bohumín až na státní hranici Česko/ Polsko (Věřňovice–Gorzyczki).

## Vývoj

### 1963–1978
Projekt dálničního spojení Brna a Ostravy se objevuje, na rozdíl od většiny ostatních českých dálnic, až v roce 1963. Už od počátku se nazývá jako dálnice D47. Ta má podle tehdejších plánů začínat u Brna v místě, kde se od dálnice D1 napojuje dálnice D2 (196. km dálnice D1, MÚK Brno-jih). Od tohoto místa má vést společně v jedné stopě (tzv. peáží) s dálnicí D1 asi 25 km na východ, kde se asi 3 km za Rousínovem u Komořan za obcí Podbřežice tato společná dálnice rozdvojí na dvě samostatné větve D1 a D47. D1 má vést na východ ve směru Uherské Hradiště – Uherský Brod – Trenčín – Žilina – Poprad – Prešov – Košice – státní hranice ČSSR/SSSR. D47 má vést severovýchodně ve směru Vyškov – Ivanovice na Hané – Němčice nad Hanou – Kojetín – Přerov – Lipník nad Bečvou – Hranice – Bělotín – Studénka – Bílovec – Ostrava – Bohumín – státní hranice ČSSR/PLR.

### 1979–1992
První úsek plánované D47 se začal stavět v dubnu 1979 jako společný úsek D47 a D1. Jednalo se o 6,775 km dlouhý úsek úseku 0131 Brno-jih (196. km D1) – Brno-východ (203. km D1). Tento úsek byl otevřen 9. září 1983, ale kvůli společnému vedení s dálnicí D1 byl na mapách značen jen jako dálnice D1 včetně kilometrového značení, ačkoli se jednalo současně i o dálnici D47.
Další společné prodloužení D47 a D1 nastalo v říjnu 1984, kdy se zprovoznila zbývající část úseku 0131 Brno-východ (203. km D1) – Holubice (210. km D1), dlouhého 7,585 km. Dálnice D47 se tímto prodloužila na 14,36 km.
Ještě téhož roku, v prosinci 1984, byla zahájena výstavba dalšího společného úseku D1 a D47, tentokrát už v plánech značený jako dálnice D47 (podle dvojčíslí 47 na začátku kódového označení). Jedná se o úsek 47011 Holubice (210. km D1) – Tučapy (219. km D1) délky 9,066 km. Ke konci tohoto úseku byla plánována (a rozestavěna) dálniční křižovatka, kde se měla dálnice rozdvojit na dvě samostatné dálnice – D1 a D47. Protože se ale zatím neplánovalo pokračování výstavby D1, byla vybudována pouze jedna větev rozdvojení, tedy dálnice D47, nyní poprvé už jako samostatná dálnice D47. Tento nový úsek společné D1 a D47 a asi 1 km dlouhého samostatného úseku D47 (celkem asi 7 km) byl dán do provozu v 11. listopadu 1988. Celkem tedy už měla dálnice D47 celkem 23,4 km, z toho drtivou většinu jako společná peáž s dálnicí D1.
V květnu 1989 se začíná stavět další navazující úsek, teď už samostatné D47. Jedná se o 9,575 km dlouhý úsek 47012 Tučapy – Vyškov (230. km D1). Ten je dokončen a zprovozněn 30. července 1992.

### 1993–1998

Vyznačení orientační trasy dálnice D47 podle projektu platného v letech 1993 – 1999.

10. listopadu 1993 změnila vláda ČR usnesením č. 631 trasu dálnice D1 z Moravy na Slovensko na trasu Brno – Rousínov – Vyškov – Ivanovice na Hané – Němčice nad Hanou – Kojetín – Kroměříž – Hulín – Tlumačov – Zlín – Vizovice – Střelná – státní hranice Česko/Slovensko. Kromě toho i bylo rozhodnuto, že D47 nepovede přímým spojením Kojetín – Přerov, ale Hulín – Přerov a nebude začínat na 192. km D1 na MÚK Brno-jih a vést dlouhou peáží (tj. společným vedením) s D1, ale začínat až u Hulína už jen jako samostatná dálnice (tedy 1. kilometr D47 nebude u Brna, ale u Hulína). Těmito změnami došlo k pohlcení všech úseků D47 (ať postavených, rozestavěných, nebo plánovaných) v úseku Brno – Kojetín (především Komořany – Kojetín, kde D47 již vedla samostatně) dálnicí D1. Dálnice D47 se tak zkrátila o několik desítek kilometrů a ze dne na den byl počet zprovozněných a rozestavěných úseků znovu na nule. Paradoxně tak po 14 letech výstavby a 10 letech provozu neměla dálnice D47 ani jeden zprovozněný nebo alespoň rozestavěný úsek.
16. října 1996 rozhodla vláda ČR usnesením č. 528 „zkrátit“ dálnici D1 tím, že úsek Hulín – státní hranice Česko/Slovensko bude postaven a otevřen jen jako rychlostní silnici R49 se všemi důsledky z toho vyplývající (parametry silnice, správa, údržba, značení, apod.). Důvody byly především finanční, protože výstavba a provoz dálnice je dražší, než výstavba a provoz rychlostní silnice. Vzhledem k očekávaným nízkým intenzitám provozu v tomto úseku nebyla totiž dálnice nutností. Zkrácením D1 a vznikem dálnice D49 tedy měl vzniknout stav, kdy dálnice D1 končila v místě, kde by nejen začínala rychlostní silnice D49 na Slovensko, ale také dálnice D47 do Polska.

### 1999–2001

Vyznačení orientační trasy dálnice D47 podle projektu platného v letech 1999 – 2006.

21. července 1999 vydává vláda ČR usnesení č. 741, kterým rozhoduje, že hranice mezi D1 a D47 nebude u Hulína, ale až u Lipníka nad Bečvou. D1 se tímto znovu prodloužila, avšak změnila svou historickou trasu (plánovanou od října 1938) a D47 se opět zkrátila, opět na úkor dálnice D1. Dálnice D47 se zkrátila z původně plánovaných cca 170 km už jen na 80,152 km.
20. května 2001 byla podepsána mezivládní dohoda České republiky a Polska o napojení české dálnice D47 na polskou dálniční síť, konkrétně na dálnici A1 vedoucí od státní hranice Česko/Polsko ve směru Rybnik – Gliwice – Częstochowa – Piotrków Trybunalski – Łódź – Toruń – Gdańsk.

### 2002–2006
28. května 2002 proběhl v Ostravě-Svinově u křížení se silnicí I/11 (na Opavu) slavnostní akt položení základního kamene nové dálnice D47, kterého se mj. zúčastnili i někteří členové vlády ČR včetně premiéra Miloše Zemana. Kvůli následným politickým problémům ohledně vlastnictví a financování dálnice začala výstavba až 16. října 2003. Konkrétně se jednalo o 8,540 km dlouhý úsek 4708 Ostrava-Rudná – Hrušov.
19. května 2004 byla započata výstavba navazujícího 4,460 km dlouhého úseku 47091/1 Hrušov – Vrbice, 1. října 2004 navazující úsek 47091/2 Vrbice – Bohumín. 26. listopadu 2004 byla zahájena stavba 15,383 km dlouhého úseku 4704 Lipník nad Bečvou – Bělotín, který byl vzhledem ke své důležitosti a dopravní vytíženosti navržen jako 6proudá dálnice (3 pruhy v každém směru) .
25. března 2005 se začal stavět 11,678 km dlouhý úsek 4707 Bílovec – Ostrava-Rudná, na který o rok později 6. dubna 2006 navázal 11,682 km dlouhého úseku 4706 Hladké Životice – Bílovec. O necelé dva měsíce později, 23. května 2006, začala výstavba dalšího navazujícího úseku, tentokrát 4705 Bělotín – Hladké Životice délky 18,096 km. Tím se během 14 měsíců rozestavěl souvislý úsek délky 41,456 km.

### 2006–2011

Vyznačení nové podoby dálnice D1 po připojení D47 v roce 2006. Červeně jsou vyznačeny již zprovozněné části, šedivě plánované nebo rozestavěné (stav k listopadu 2009).

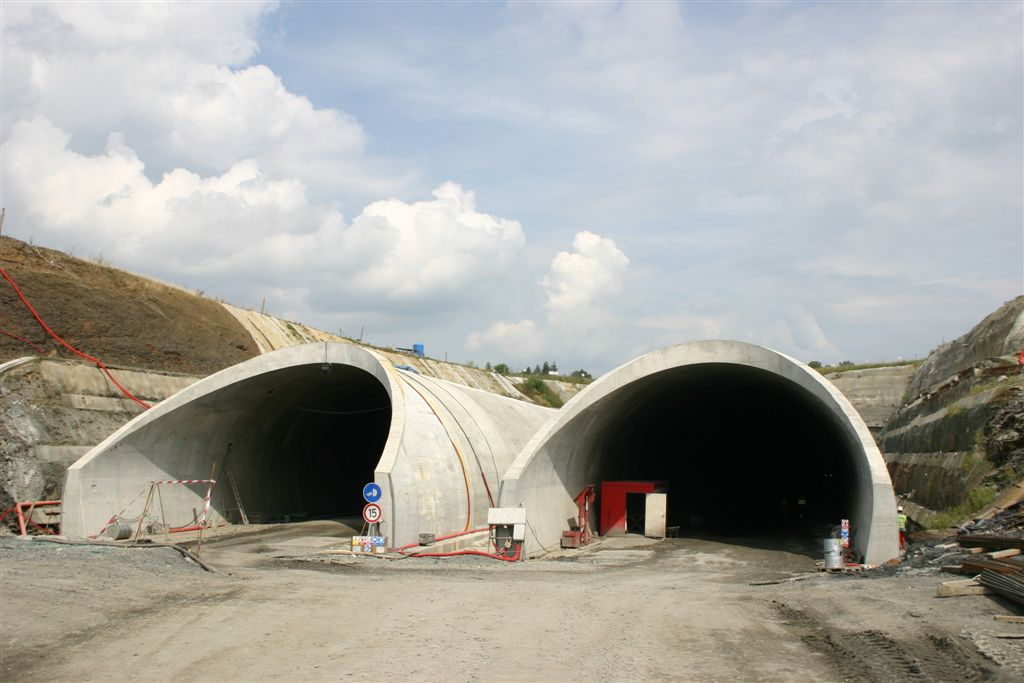
Tunel Klimkovice na úseku 4707 Bílovec – Ostrava-Rudná dálnice D1 ve výstavbě (2007)

V roce 2006 rozhodlo ŘSD ČR (Ředitelství silnic a dálnic ČR), že veškeré úseky dálnice D47 budou zprovozněny už jako součást dálnice D1. Pojem D47 tak zůstane jen v technických plánech a označování úseků (začínají dvojčíslím 47 místo 01). D47 tak vlastně kompletně zanikne a sníží se tím i počet českých dálnic ze 7 na 6, aniž by se však změnil počet plánovaných kilometrů českých dálnic, který nadále zůstal 1006,604 km. Dálnice D1 tak povede z Prahy až na státní hranici Česko/Polskem a prodlouží se z 296,555 km na 376,707 km.
1. prosince 2007 byly otevřeny naráz 3 souvislé úseky 4708, 47091/1 a 47091/2 Ostrava-Rudná – Hrušov – Vrbice – Bohumín celkové délky 17,2 km.
6. dubna 2008 byla zahájena stavba posledního úseku nyní už bývalé dálnice D47 – 6,113 km dlouhý úsek 47092 Bohumín – státní hranice Česko/Polskem.
Přesně měsíc na to, 6. května 2008 byl zprovozněn 11,678 km dlouhý úsek 4707 Bílovec – Ostrava-Rudná a ještě téhož roku 25. listopadu 2008 zprovozněn velice důležitý úsek 4704 Lipník nad Bečvou – Bělotín délky 15,383 km. V tomto úseku se očekávají vysoké intenzity provozu, proto byl postaven a zprovozněn už jako 6proudá dálnice (3 pruhy v každém směru).
25. listopadu 2009 byl zprovozněn v polovičním profilu (1/2 dálnice) propojující úsek 4705 a 4706 Bělotín – Hladké Životice – Bílovec celkové délky 29,778 km. Doprava zde byla svedena do jednoho pruhu. V létě 2010, byl zprovozněn i o druhý půlprofil, takže dálnice je kompletní. Kompletně dokončeny byly úseky 4705 a 4706 až v prosinci 2010.
10. srpna 2011, byl zprovozněn poslední úsek bývalé dálnice D47 – 6,113 km dlouhý úsek 47092 Bohumín – státní hranice Česko/Polsko. Tím byla v srpnu 2011 kompletně dokončena výstavba bývalé dálnice D47, konkrétní projekt z roku 1999. Hlavní česká dálnice D1 se zde napojila u obcí Věřňovice–Gorzyczki na hlavní polskou dálnici A1.

### 2011–2026
Jako jeden z posledních projektů D47 z roku 1993 nebo 1963,  byla stavba dálnice v úseku Hulín – Lipník nad Bečvou (konkrétně úsek 0136) dostavěna v prosinci 2019.
Úsek  0137 dálnice D1 Říkovice– Přerov  byl stavebně zahájen až v roce 2022 s plánovaným zprovozněním v roce 2026. Po dostavění úseku 0136 Říkovice – Přerov bude po 52 letech od prvního plánování (1963) a po 36 letech od začátku výstavby (1979) kompletně dokončena dálnice ve směru Brno – Ostrava. Tím dojde i k úplnému dokončení dálnice D1.

## Přehled úseků
Jednotlivé úseky bývalé dálnice D47 podle projektu z roku 1999, v roce 2006 přeřazeného jako součást dálnice D1.
| číslo   | úsek                                                            | délka     | kategorie | zahájení výstavby  | uvedení do provozu     | křižovatky                                                                    |
| ------- | --------------------------------------------------------------- | --------- | --------- | ------------------ | ---------------------- | ----------------------------------------------------------------------------- |
| 4704    | Lipník nad Bečvou – Bělotín 296,513 km – 311,896 km             | 15,383 km | D34/120   | 26. listopadu 2004 | 25. listopadu 2008     | Lipník nad Bečvou (exit 297) Hranice (exit 307) Bělotín (exit 311)            |
| 4705    | Bělotín – Hladké Životice 311,896 km – 329,992 km               | 18,096 km | D27,5/120 | 23. května 2006    | 25. listopadu 2009 (½) | Mankovice (exit 321) Hladké Životice (exit 330)                               |
| 4706    | Hladké Životice – Bílovec 329,992 km – 341,673 km               | 11,682 km | D27,5/120 | 6. dubna 2006      | 25. listopadu 2009     | Butovice (exit 335)                                                           |
| 4707    | Bílovec – Ostrava-Rudná 341,673 km – 353,351 km                 | 11,678 km | D28/120   | 25. března 2005    | 6. května 2008         | Bravantice (exit 342) Klimkovice (exit 349)                                   |
| 4708    | Ostrava-Rudná – Hrušov 353,351 km – 361,891 km                  | 8,540 km  | D28/120   | 16. října 2003     | 1. prosince 2007       | Ostrava-Rudná (exit 354) Ostrava-Centrum (exit 357) Ostrava-Přívoz (exit 361) |
| 47091/1 | Hrušov – Vrbice 361,891 km – 366,351 km                         | 4,460 km  | D28/120   | 19. května 2004    | 1. prosince 2007       | Vrbice (exit 365)                                                             |
| 47091/2 | Vrbice – Bohumín 366,351 km – 370,551 km                        | 4,200 km  | D28/120   | 1. října 2004      | 1. prosince 2007       | —                                                                             |
| 47092   | Bohumín – státní hranice (Česko/Polsko) 370,551 km – 376,498 km | 6,113 km  | D27,5/120 | 6. dubna 2008      | 30. listopadu 2012     | Bohumín                                                                       |

## Tunely
Na dálnici D1 v úseku bývalé dálnice D47 se nacházejí dva tunely, které jsou i jedinými na celé budoucí dálnici D1.

### Tunel Hrabůvka
První z nich se nachází na úseku 4704 Lipník nad Bečvou – Bělotín. Jedná se o hloubený přesypaný tunel (tzv. ekodukt) šířky 48,2 m, po kterém přechází silnice III/44023, plynovod a Drahotušský potok. Most slouží také pro migraci zvěře.

### Tunel Klimkovice
Druhý z tunelů se nachází na úseku 4707 Bílovec – Ostrava-Rudná. Tunel je ražený, délky 1076,826 m a 1088,090 m a byl postaven byl v letech 2004– 2008. Rychlost v něm je omezena pro všechna vozidla na 80 km/h. Celkové náklady na výstavbu tunelu jsou odhadovány na 2,5 miliardy Kč.

## Cena
Vláda Miloše Zemana v roce 2002 před volbami svěřila výstavbu a provoz dálnice bez výběrového řízení izraelskému konsorciu Housing and Construction za 125 miliard korun. Dálnice měla být hotová v roce 2009. Ministr dopravy Milan Šimonovský zakázku zrušil s odůvodněním, že ji postaví do konce roku 2008 po částech za sumu do 50 miliard korun. V roce 2009 stále chyběly dva úseky, termín dokončení se posunul na rok 2011 a náklady měly přesáhnout 70 miliard. Dálnice byla dokončena 30. listopadu 2012, vyšla na zhruba 60 miliard korun, a stala se tak nejdražší dopravní stavbou (v roce 2015) v České republice po roce 1989.

## Poslanecká vyšetřovací komise
V roce 2014 byla na návrh poslankyně Olgy Havlové (Úsvit) zřízena „Vyšetřovací komise Poslanecké sněmovny Parlamentu ČR pro vyšetření závažných pochybení, která se stala při realizaci stavby dálnice D47“. Návrh na zřízení komise, připravovaný společně s Miloslavou Pošvářovou, byl podán společně s dalšími poslanci Úsvitu a také s poslanci KSČM a TOP 09. Jejím úkolem je vyšetřovat závady a s nimi související vyšetřování stavby dálnice, protože podle Havlové hrozí státu mnohamiliardové škody. Navrhovatelé komise byli znepokojení především nesystémovým řízením stavby, která ještě v době záruky vykazuje závažné vady (zvlnění vozovek, korozní poškození mostů, rozpad vozovek atd.). Objevovaly se také pochybnosti o kvalitě podkladů pro žaloby, které stát v této věci vede. Podezřelé podle nich bylo i zastavení vrtných prací v lednu 2014, které měly být použity v soudních sporech.